# 久松俊勝
久松俊胜（久松 俊勝/ひさまつ としかつ，1526年—1587年4月21日）战国时代武将。尾张国知多郡坂部城（现在的爱知县阿久比町卯坂）城主。初名定俊、长家。作为德川家康生母・传通院的再婚对象而为人知。本姓菅原氏，称佐渡守。实父为「久松定义」（『藩翰譜』1卷320项）。『東照宮御実紀』卷二称其为尾州智多郡阿古屋久松佐渡守俊胜。

## 人物生平

### 效力家康
久松氏原为仕于尾张国守护斯波氏的国人领主，战国时代以大野城（爱知县常滑市北部）为据点与佐治氏相争。然而随着俊胜于天文15年（1546年）为长子・信俊迎娶佐治氏一族出身的妻子，两家达成和睦。根据『寛政重修諸家譜』，这一联姻是因为松平广忠的仲介（新訂17巻314項）。根据古文书，久松氏一直以来都从属于织田家，而俊胜又与广忠友善，所以被认为与织田家和松平家都有合作关系。
桶狭间之战之后支持松平元康（广忠与传通院之子，后来的德川家康），永禄5年（1562年）攻陷今川氏重臣・鹈殿长照驻守的三河国宝饭郡西郡的上之乡城（现在的爱知县蒲郡市神之乡町）。俊胜成为西郡领主之后，把阿久比让给信俊，而把上之乡城交给自己和於大的次子・康元。在这一时期发出的文书署名「长家」，也自称佐渡守（永禄8年写给安乐寺「宗感」的捐赠书等，收录在『蒲郡市誌』（旧市史）資料編50项）。改名为「俊胜」应该是在此之后。
水野信元（家康的舅舅，也是俊胜的妻舅）被织田信长怀疑谋反时曾拜托家康向信长求情。家康出于对清州同盟的重视决定让信元自杀，同时因为担心俊胜会出手帮助信元，决定瞒过俊胜直接向信元派遣使者。俊胜得知此事之后愤而在决定在西郡城隐退。另有一说认为俊胜的隐居是因为遭到佐久间信盛的谗言。信俊后来在信盛麾下与石山本愿寺作战，因为信盛向信长进谗久松氏包庇一向宗僧人而被逼自杀，居城坂部城（阿久比城）也被信盛攻陷，信俊2子被杀。
晩年曾致力于帮助在三河一向一揆中被逐出三河的一向宗寺院复归。

## 子女
- 庶长子久松信俊
- 一色带刀诠胜之妻

与於大之方的子女，称松平氏的：
- 松平康元
- 松平康俊
- 多劫姫（樱井松平忠正正室，之后松平忠吉正室，后来为保科正直正室）
- 松平定胜
- 松姫（松平康长正室）
- 松平家清正室

## 登場作品
影視劇
- 怎麼辦家康（2023年、NHK大河劇、演：莉莉·弗蘭奇）